# Leopold Loeske
Leopold Loeske (* 24. Oktober 1865 in Inowrocław, Provinz Posen, Preußen; † 29. März 1935 bei Bad Harzburg) war ein deutscher Uhrmacher und Amateur-Bryologe. Sein botanisches Autorenkürzel lautet „Loeske“.
Als gelernter Uhrmacher brachte er sich die Bryologie autodidaktisch bei, wobei er seine meisten Proben in Deutschland, Österreich und den französischen Alpen sammelte. Er starb bei während einer Exkursion bei Bad Harzburg an einem Herzinfarkt.
Die Moosgattungen Loeskeobryum (M.Fleisch. ex Broth.) und Loeskypnum (H.K.G.Paul) wurden ihm zur Ehre benannt.

## Veröffentlichungen (Auswahl)
Loeske publizierte 70 Werke, sein Werk Monographie der europäischen Grimmiaceen erregte besondere Aufmerksamkeit (1930). Weitere Publikationen von Loeske waren unter anderem:
- Moosflora des Harzes, 1903.
- Peter Henlein. In: Deutsche Uhrmacher-Zeitung. Band 29, 1905, S. 194–205.
- Studien zur vergleichenden Morphologie und phylogenetischen Systematik der Laubmoose. M. Lande, Berlin 1910 (eingeschränkte Vorschau in der Google-Buchsuche).
- Die Laubmoose Europas. I, Grimmiaceae, 1913
- Die Laubmoose Europas. II, Funariaceae, 1914[5]

Loeske war Redakteur bei dem Journal Bryologische Zeitschrift.